# Melanonaclia perplexa
Melanonaclia perplexa är en fjärilsart som beskrevs av Griveaud 1964. Melanonaclia perplexa ingår i släktet Melanonaclia och familjen björnspinnare. Inga underarter finns listade i Catalogue of Life.